# Санчес Наварро, Моника
Моника Санчес Наварро (исп. Monica Sanchez Navarro) (4 февраля 1954, Мехико, Мексика) — мексиканская актриса.

## Биография
Родилась 4 февраля 1954 года в Мехико. После окончания средней школы поступила в университет, в процессе учёбы дополнительно приобщилась к актёрской деятельности. В мексиканском кинематографе дебютировала в 1979 году и с тех пор снялась в 13 работах в кино и телесериалах.

## Фильмография

### Теленовеллы
- Eva la Trailera (2016) — Federica Mirabal
- Просто Мария (2015—2016) — Georgina Landa Mendizábal de Rivapalacio
- Dama y obrero (2013) — Margarita Pérez
- Que bonito amor (2012) — Altagracia Treviño de Martínez De La Garza
- Principessa (1984) — Erika María
- Juegos del destino (1981) — Vanessa
- Una mujer marcada (1979) — Lucero Lascuraín
- El cielo es para todos (1979) — Juana Paula

### Многосезонные ситкомы
- Как говорится (с 2011-н. в.; снималась в период 2014—2016) — Ramona / Doña Esther / Aura
- Роза Гваделупе (с 2008-н. в.; снималась в 2013 году)
- Женщина, случаи из реальной жизни (1985—2007; снималась в 1996 году)

### Художественные фильмы
- Café con leche (2015) — Ángela Manrique-Obregón
- V/H/S/2 (2013) — Maid del Hotel
- Fiebre de amor (1985)
- Fieras en brama (1983)
- Una pura y dos con sal (1983)
- El guardaespaldas (1980)